# Islas Vírgenes de los Estados Unidos en los Juegos Olímpicos de Sochi 2014
Las Islas Vírgenes de los Estados Unidos estuvieron representadas en los Juegos Olímpicos de Sochi 2014 por una deportista femenina que compitió en esquí alpino.
La portadora de la bandera en la ceremonia de apertura fue la esquiadora alpina Jasmine Campbell. El equipo olímpico virgenense estadounidense no obtuvo ninguna medalla en estos Juegos.